# Jean Cassaigne
Jean Cassaigne, né le 30 janvier 1895 à Grenade-sur-l'Adour (Landes) et mort le 31 octobre 1973 à Djiring au Sud Vietnam, est un homme d'église français. Appartenant aux Missions étrangères de Paris, il devient missionnaire chrétien en Indochine française, vicaire apostolique puis évêque de Saïgon.

## Biographie

### Jeunesse
Marie Pierre Jean Cassaigne, dit Jean Cassaigne, naît à Grenade-sur-l'Adour dans le département français des Landes en 1895, dans la maison située au n°25 rue des Capucins. Il est le fils unique de Marie Thomas Joseph Cassaigne, dit Joseph Cassaigne, et de Anne-Marie Darthos, dite Nelly, couple prospère de commerçants et propriétaires terriens. Il vit les premières années de sa vie dans sa ville natale et suit à Grenade-sur-l'Adour les enseignements chrétiens dispensés par les Frères des écoles chrétiennes à l'école Saint-Joseph, toute proche de sa maison. Il ressent une vocation très tôt dans sa vie et fréquente assidument l'église Saint-Pierre-et-Saint-Paul. Sa mère décède prématurément de la tuberculose alors que Jean n'a que douze ans. Son père l'envoie faire des études secondaires dans la section commerciale d'un collège de Frères des écoles chrétiennes à Saint-Sébastien en Espagne, où ces derniers se sont réfugiés après leur expulsion en raison des lois anticléricales de la IIIe République. Il considère en effet que cette formation sera plus utile à son fils pour la reprise de son commerce que l'entrée au séminaire. Le jeune Jean revient dans sa commune natale pour les vacances. Il est finalement renvoyé de son collège à cause de son comportement turbulent (il « excellait dans le chahut organisé »). Ses études interrompues, il retourne à Grenade-sur-l'Adour en 1911 à l'âge de 16 ans où il commence à travailler quelque temps avec son père dans son commerce de vin. En raison du désintérêt de Jean pour le commerce familial, son père finit par accepter sa vocation et en 1913, Jean entre au séminaire des vocations tardives de l'Institut catholique de Saint-Lô. À dix-neuf ans, il est enrôlé pendant la Première Guerre mondiale et combat dans les tranchées de Verdun en 1916. Il y devient infirmier et apprend à ce titre les bases des soins aux malades ; il est également agent de transmission à bicyclette. Démobilisé en 1919, il reçoit la Croix de Guerre en récompense de son courage et de son dévouement, il dira de cette période :
« Ce que je redoutais le plus, non pas la mort, mais une blessure qui m'eut empêché de me donner aux missions ».

### Sacerdoce
Il retourne en 1919 finir ses études à Saint-Lô puis entre au séminaire des Missions étrangères de Paris en 1920. Il y est ordonné prêtre le 19 décembre 1925 et revient à Grenade-sur-l'Adour pour célébrer une de ses premières messes le 21 février 1926, réconcilié avec son père désormais fier de son fils.

#### Mission en Indochine française
Devenu missionnaire des Missions étrangères de Paris, il est destiné à la mission d'Indochine. Après une dernière visite à sa famille dans les Landes, il embarque au port de Marseille le 6 avril 1926 à bord du MS ''D'Artagnan'' (1925 - 1942), paquebot de la Compagnie des messageries maritimes.
Il étudie d'abord la langue vietnamienne à Móng Cái. Désireux de s'engager auprès des populations les plus pauvres du pays, il est envoyé à Djiring sur les hauts-plateaux de l'Annam, près de Đà Lạt. Dans cette région vivent les minorités montagnardes opprimées par les peuples des plaines, repoussés toujours plus haut dans des zones isolées où les conditions de pratique de l'agriculture sont compliquées. Jean Cassaigne les découvre dès 1927, livrés à eux-mêmes, au hasard d'une promenade en forêt. Très vite, il soigne et nourrit un groupe de six lépreux.
Il constate un jour qu'une des femmes ne vient plus chercher sa nourriture. Il la trouve mourante dans sa paillote. Son dévouement auprès d'elle la convainc de se convertir au catholicisme peu avant sa mort. C'est la première personne qu'il baptise. Les lépreux affluent peu à peu à Djiring pour bénéficier de ses bienfaits. Leur situation le révolte et leur rencontre est le point fort fort de sa vie. Il les nourrit, les soigne dans une infirmerie de fortune puis construit une léproserie dans un village à l'écart, plus tard nommé le Village de la Joie, qui leur offre un cadre de vie décent et joyeux. Il est aidé par des religieuses de la Compagnie des Filles de la charité de saint Vincent de Paul qui s'associent à son action à partir de février 1938. Il apprend le dialecte des populations qu'il côtoie, le Koho, les aide, les instruits, leur apprend un métier, construit une église et les catéchise dans leur langue (il publie les premiers lexiques et manuels de conversation de cette langue ainsi qu'un catéchisme en langue koho, entre 1929 et 1938).
Épuisé par des crises de paludisme, il doit rentrer en France entre 1932 et 1933. À partir de 1933, il reçoit le soutien d'un vicaire vietnamien, le Père Pierre Tien, formé au séminaire de Saigon, puis celui du Père Chauvel, des Missions Étrangères de Paris. Il réalisera par la suite deux autres voyage en France en 1947 et 1950, qui sont l'occasion de retrouver sa famille dans les Landes. Le 17 octobre 1947, il rencontre le pape Pie XII à Castel Gandolfo.

#### Évêque
L'action unanimement louée de Jean Cassaigne auprès des plus déshérités de la colonie française le rend populaire au delà de Djiring. Il est apprécié de ses condisciples pour sa bonne humeur, sa simplicité, sa piété et sa grande détermination. Ces qualités conduisent les missionnaires à avancer son nom quand le délégué apostolique, représentant du Saint-Siège, cherche un successeur à Mgr Dumortier, décédé en 1940. C'est ainsi que le 20 février 1941, en pleine occupation japonaise de l'Indochine, Jean Chassaigne est nommé vicaire apostolique de Saïgon en Cochinchine après la mort de Isidore Dumortier. Il est sacré évêque titulaire de Gadara (de) par le délégué apostolique Antonin Drapier le 24 juin 1941. Il écrit ces quelques mots à son père :
« Mon pauvre Papa, moi qui avais toujours rêvé d'être un simple missionnaire, connu seulement de ses chrétiens, moi qui faisais de ma pauvreté une fierté et ma joie, me voilà devenu un prince de l'Église, mais je leur dis à tous, on va me changer de costume et de cage mais on ne changera pas le bonhomme. ».
Dès le début de son épiscopat, il organise des secours pour les réfugiés sans distinction d'origine. Il se trouve ainsi confronté à des situations tragiques pendant l'occupation féroce du Japon et pendant la guerre d'Indochine, pendant laquelle il accueille des centaines de milliers de réfugiés venus du Nord Vietnam. Sa devise Caritas et Amor est plus que jamais d'actualité.
En 1955, après avoir accompli sa charge pendant quinze ans, il donne sa démission d'évêque, sentant venir les premiers signes de la lèpre. Il retourne auprès de ses chers lépreux qu'il « connaît maintenant par le dedans » à la léproserie de Djiring qu'il avait fondée et qui avait été reconstruite en 1952 sur ordre du maréchal de Lattre de Tassigny (le village ayant été détruit lors de bombardements). Le chef de bataillon Jacques Lefort, dirigeant à Dalat la formation de l'ensemble des cadres de la jeune armée vietnamienne, mène à bien l'un des derniers vœux du maréchal. Grâce à une collaboration avec les commandants des régions de Djiring et de Blao, aidé par son épouse, la lieutenante ambulancière Suzanne Rouquette, l'œuvre initiale de Jean Cassaigne sera ainsi rapidement réhabilitée entre 1950 et 1952 pour rassembler et mieux soigner les lépreux de toute la région.

### Décès
Jean Chassaigne continue pendant les 18 dernières dernières années de sa vie son action auprès des lépreux dans la joie malgré la douleur. Il offre à Dieu, pour le Vietnam devenu sa patrie, ses horribles souffrances. Il meurt de la lèpre le 31 octobre 1973, entouré de ses amis montagnards et lépreux qui lui font des funérailles grandioses. La veillée mortuaire dure cinq jours et cinq nuits. Le 5 novembre 1973, ses funérailles rassemblent 3000 personnes et de nombreux dignitaires. Il est inhumé sur place et sa tombe reste de nos jours un lieu de ferveur populaire permanent.

## Hommages
Dans les Landes, son nom a aussi été donné au groupe scolaire privé catholique Jean-Cassaigne, situé au 1120, chemin de Thore à Mont-de-Marsan. L'association les Amis de Monseigneur Cassaigne à Grenade-sur-l'Adour préserve le souvenir de son action.
La léproserie de Di Linh est toujours active au Viêt Nam, soutenue par les Filles de la Charité.
Le pape François a souhaité que le mois d'octobre 2019 soit le Mois Missionnaire Extraordinaire. Dans le document publié dans ce cadre par le Vatican, la vie de 25 témoins, dont celle de Monseigneur Cassaigne, est citée. Les autorités religieuses du Viêt Nam ont soumis sur ce fondement une demande de béatification.

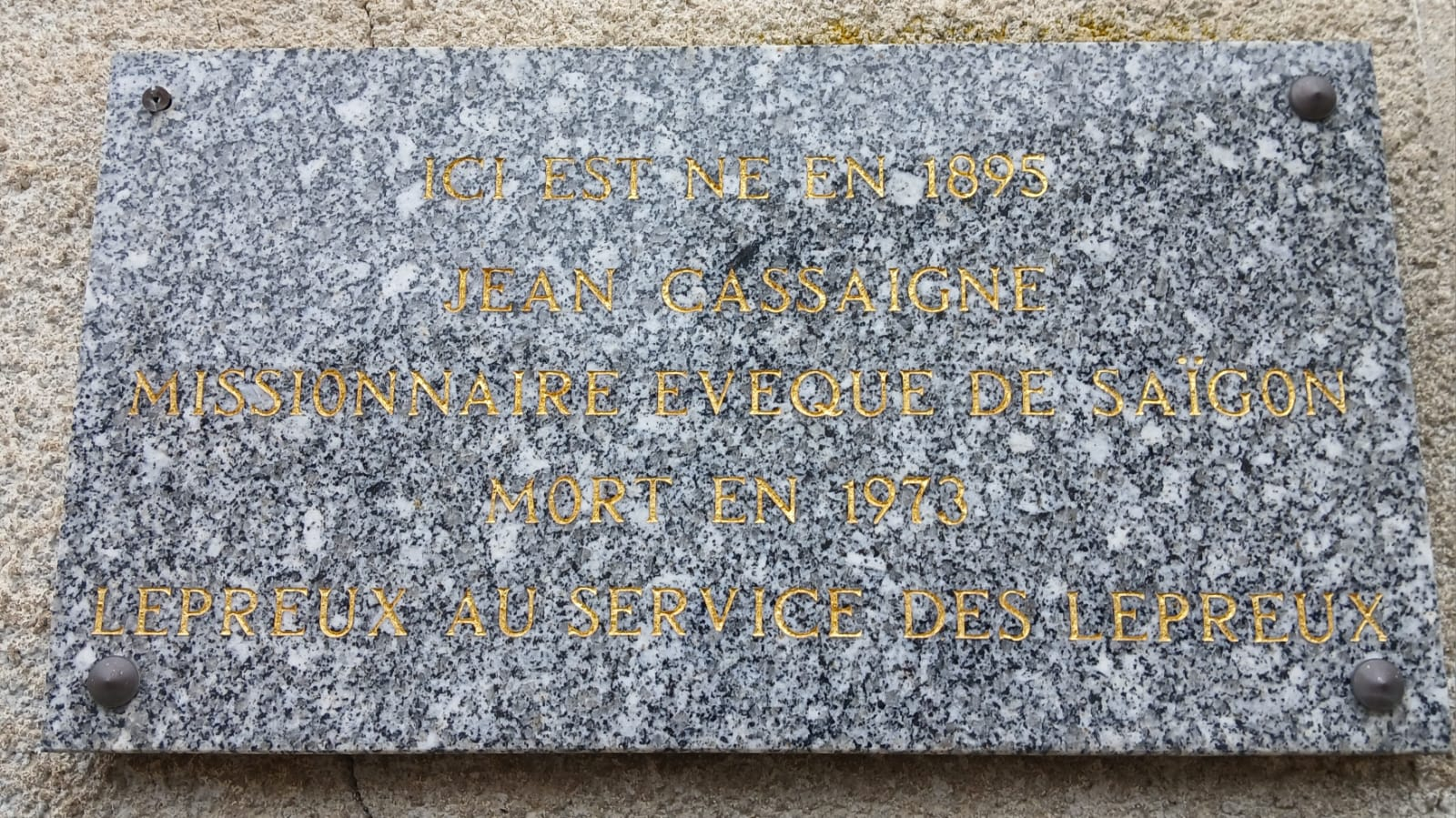
Plaque apposée sur la façade de la maison de naissance de Jean Cassaigne, 25 rue des Capucins, à Grenade-sur-l'Adour (Landes, France)
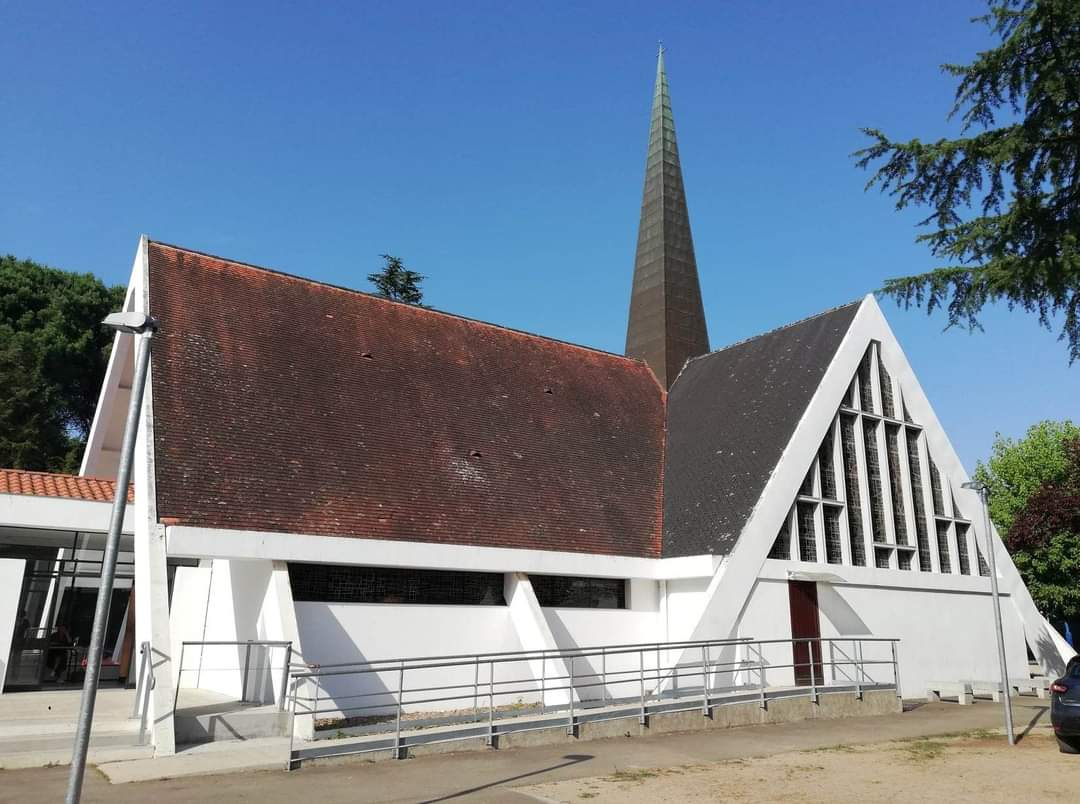
Chapelle du groupe scolaire privé Jean-Cassaigne (ancien petit séminaire) au n°1120 chemin de Thore, à Mont-de-Marsan.

## Distinctions
- Officier de la Légion d'honneur (28 mars 1972)[4]
- Croix de guerre 1914–1918
- Croix du combattant
- Médaille commémorative de la guerre 1914–1918
- Commandeur de l'ordre du Dragon d'Annam